# Milanówek
Milanówek este un oraș în Polonia.